# Francisco Núñez de Celis
Francisco Núñez de Celis (Madrid, 14 de mayo de 1919-ibídem, 21 de febrero de 1996) fue un pintor y catedrático español.

## Biografía
Era hijo del también pintor y catedrático Francisco Núñez Losada, que se había asentado en Madrid. Se formó en la Real Academia de Bellas Artes de San Fernando. Sus primeras paisajes los pintó durante sus viajes con su padre por diferentes territorios de África. Asimismo, mostró afición por la montaña, de la que también elaboró pinturas.
Fue catedrático, y decano, de la Escuela de Bellas Artes de Madrid.
Falleció en Madrid en 1996, a los 76 años de edad.